# Komádi vasútállomás
Komádi vasútállomás egy Hajdú-Bihar vármegyei megállóhely, amit a MÁV üzemeltetett. A vasúti forgalom szünetel.

## Áthaladó vasútvonalak
A vasútállomást a következő vasútvonalak érintik:
- Körösnagyharsány–Vésztő–Gyoma-vasútvonal

## Kapcsolódó állomások
A vasútállomáshoz az alábbi állomások vannak a legközelebb:
- Körösszakál vasútállomás (Körösnagyharsány–Vésztő–Gyoma-vasútvonal)
- Dobaipuszta megállóhely (Körösnagyharsány–Vésztő–Gyoma-vasútvonal)

## Forgalom
A vasútállomáson és a rajta áthaladó vasútvonal egy szakaszán a vasúti forgalom 2009. december 13-a óta szünetel.
Bővebben: 2009-es magyarországi vasútbezárások

## Megközelítése
A vasútállomás Komáditól körülbelül 2 kilométerre, délre helyezkedik el, közúti megközelítése csak önkormányzati utakon keresztül lehetséges.